# Lan huyết nhung trơn
Lan huyết nhung trơn (danh pháp hai phần: Renanthera imschootiana) là một loài lan có mặt từ đông Himalaya đến Trung Quốc (đông nam Vân Nam) và Việt Nam.
Tại Việt Nam, cây có mặt ở Lâm Đồng.

## Hình ảnh

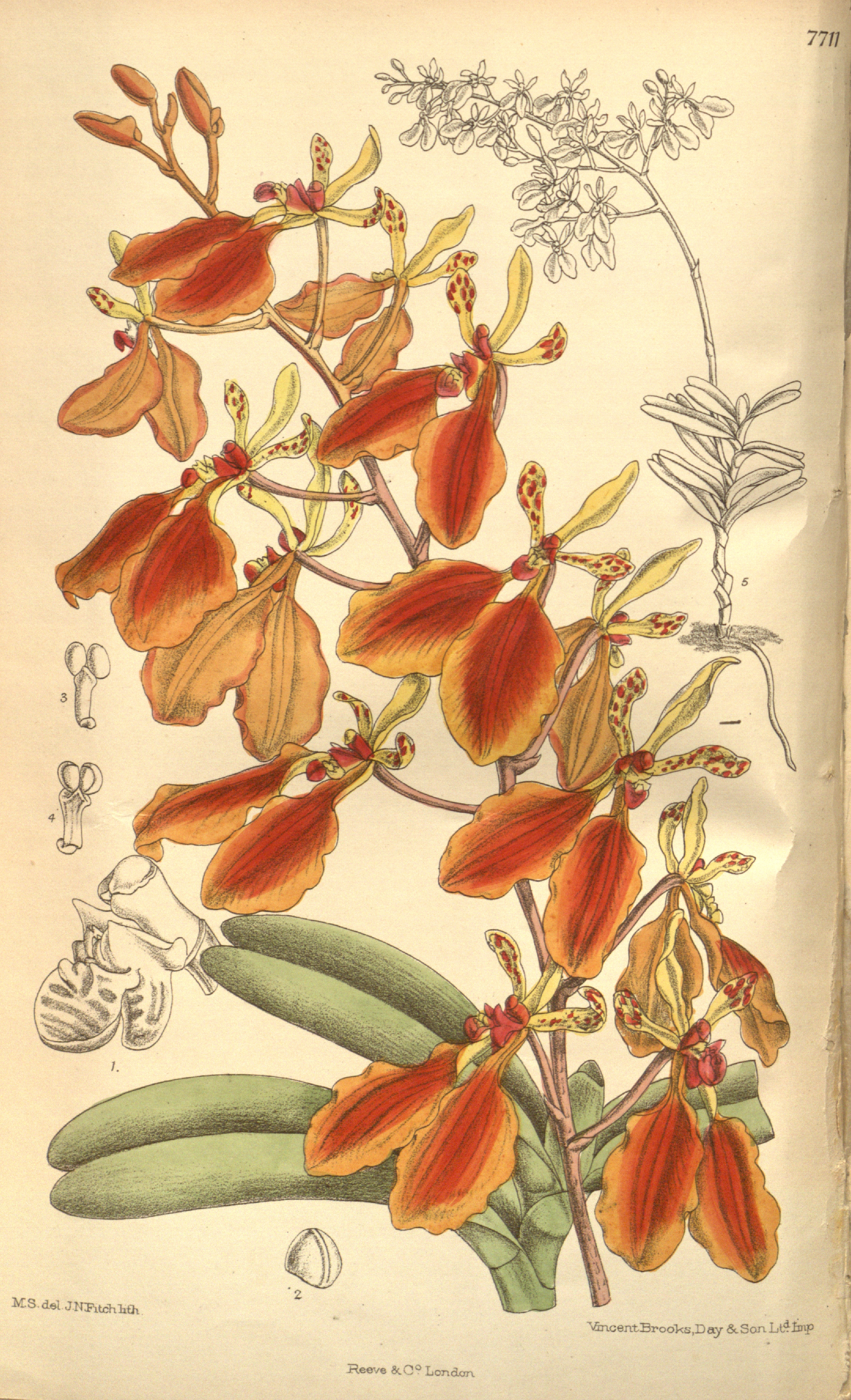
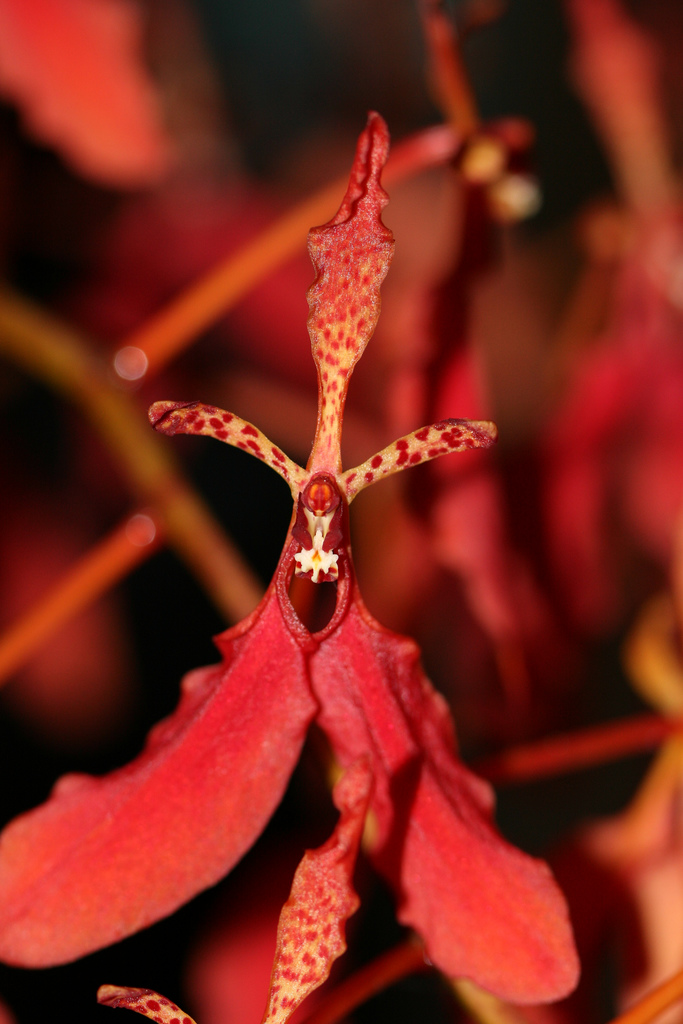
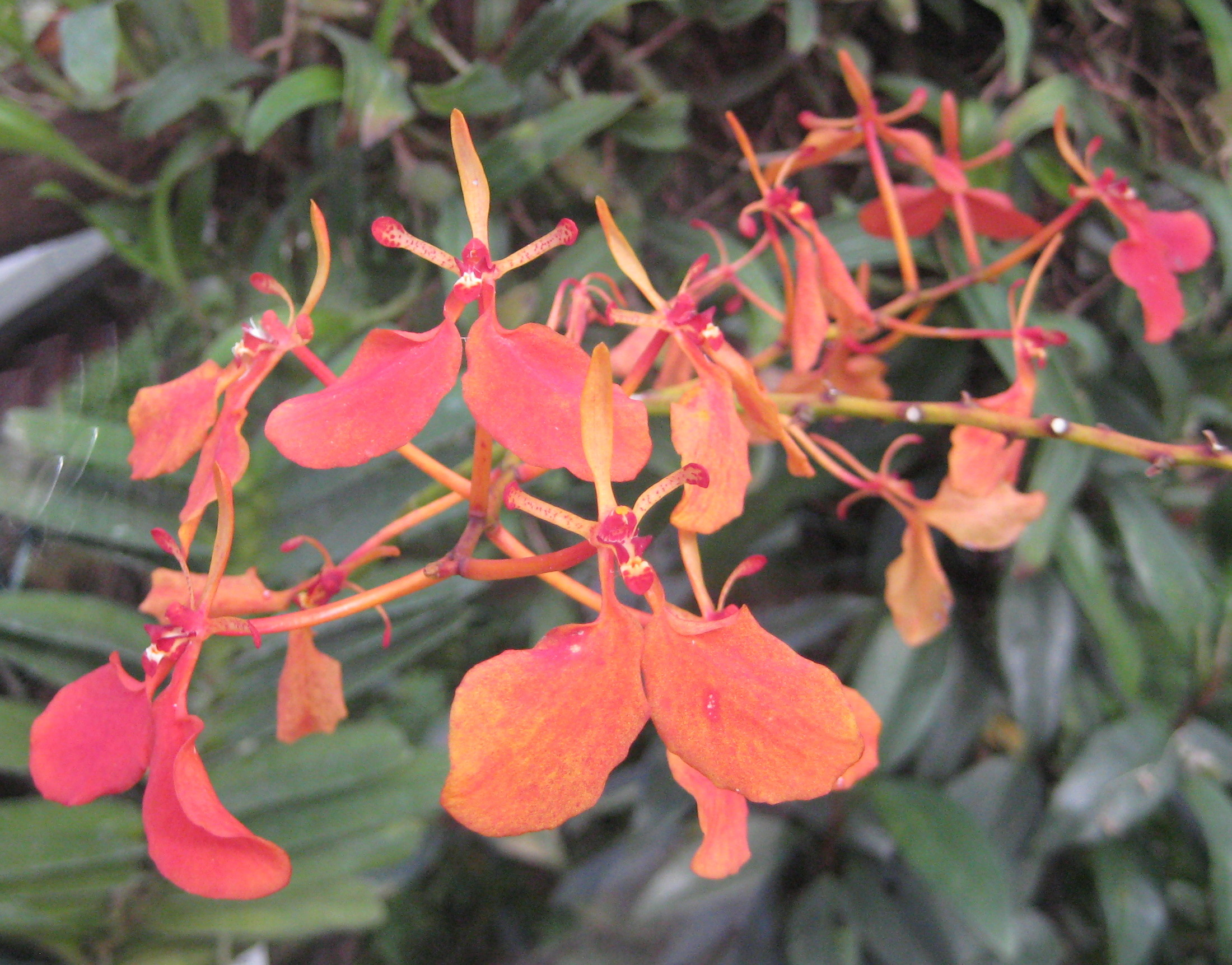